# Chiesa di Santa Maria del Tempio (Sutri)
La chiesa di Santa Maria del Tempio è una chiesa sconsacrata di Sutri, lungo la via Cassia.
Essa risale al XIII secolo ed apparteneva all'Ordine dei Cavalieri del Tempio, più conosciuti come Templari. Quando questi vennero soppressi nel XIV secolo la chiesa passò all'Ordine di San Giovanni di Gerusalemme, per cui essa è conosciuta anche col nome di chiesa di San Giovanni. Sopra il portale d'ingresso è posta una targa marmorea che ricorda che la chiesa, nel XV secolo, era data in commenda alla chiesa di Santa Maria in Carbonara di Viterbo.
All'interno della chiesa, oggi sconsacrata, sono visibili resti di affreschi di epoche diverse. Sul lato destro della facciata vi è un piccolo campanile a vela.
La chiesa fa parte del Parco urbano dell'antichissima Città di Sutri, istituito nel 1988: essa è adibita a centro-servizi del parco.